# AIESEC
AIESEC (en francés, originalmente Association Internationale des Etudiants en Sciences Economiques) es una organización global, sin fines de lucro, formada por jóvenes de entre 18 y 30 años de todo el mundo. 
Sus miembros están principalmente interesados en temas globales como los Objetivos de Desarrollo Sostenible, apuntándole a la paz mediante tres pilares:  interculturalidad, liderazgo y desarrollo profesional. 
En AIESEC, los jóvenes desarrollan sus capacidades a través de sus programas internos de miembros, liderazgo e intercambio.Su oficina central se encuentra en Quebec, Canadá, en la ciudad de Montreal.  Actualmente la red internacional de AIESEC incluye más de 150.000 miembros en 120 países y territorios. Es la organización internacional de jóvenes más grande del mundo, reconocida por la ONU. Está presente en unas 2400 universidades de todo el mundo, proporcionando más de 30.000 experiencias de liderazgo a sus miembros, y enviando jóvenes en 20.000 intercambios internacionales al año. AIESEC recibe soporte de más de 4000 organizaciones asociadas alrededor de todo el mundo, para apoyar el desarrollo de los jóvenes y el acceso a personas con talento, que buscan el crecimiento personal.

## Historia

### Fundación

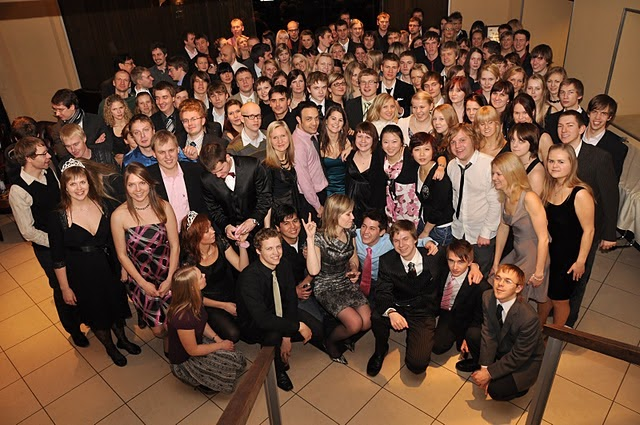
Reunión de AIESEC en Estonia.

La idea detrás de AIESEC empezó en 1930, cuando representantes de varias universidades en diferentes partes de Europa intercambiaron información sobre varios programas y universidades especializadas en economía y negocios. Los estudiantes estaban llevando a cabo prácticas en otros países, la mayoría por iniciativa propia, pero esto se paralizó con la llegada de la Segunda Guerra Mundial.
En 1944, los países escandinavos neutrales seguían intercambiando estudiantes en Estocolmo, Suecia. Bertil Hedberg, funcionario de la Escuela de Economía de Estocolmo, y los estudiantes Jaroslav Zich de Checoslovaquia y Stanislas Callens de Bélgica, fundaron la AIESEC el 2 de julio de 1948, con el nombre de Association Internationale des Etudiants en Sciences Economiques. (AIESEc) con sede en Praga  e iniciaron el desarrollo de la organización entre 1946 y 1948 de manera informal, cuya actividad era “ayudar a desarrollar las relaciones amistosas entre personas de distintos países”, Jaroslav Zich como primer Presidente de la asociación. En el momento de la fundación de AIESEC, a finales de la década de 1940, Europa se encontraba en pleno proceso de recuperación de la II Guerra Mundial que infligió graves pérdidas a su población. Las fábricas y empresas necesitaban desesperadamente ejecutivos, directivos y líderes. Sin embargo, el continente necesitaba algo más que desarrollo empresarial; la guerra había dañado gravemente las relaciones entre las naciones europeas, y muchos miembros de la comunidad pensaban que era necesario tomar medidas para abordar este problema. Oficialmente, AIESEC se fundó en 1948, y su misión era la de “expandir el entendimiento de una nación mediante la expansión del entendimiento de sus individuos, cambiando el mundo persona a persona”. En 1948, se inició un desarrollo renovador de la asociación, con la realización de reuniones internacionales (congresos), sustituyendo la práctica de gobierno desde la sede central. La primera reunión amplia la celebraron estudiantes de 9 universidades de 7 países en abril de 1948 en Lieja (Bélgica). 
Posteriormente, en 1949 se organizó en Estocolmo la asamblea oficial constituyente (el congreso) del que participaron 89 estudiantes, con Bengt Sjӧstrand como presidente y Suecia como país presidente para 1949/1950. Estudiantes de siete naciones: Bélgica, Dinamarca, Finlandia, Francia, Países Bajos, Noruega y Suecia, se reunieron para ese primer Congreso Internacional de AIESEC.
En 1949, 89 estudiantes fueron intercambiados por AIESEC entre las naciones miembros. Los dos siguientes congresos anuales se celebraron en Estocolmo, presidido por Bengt Sjӧstrand, y en París, presidido por Jean Choplin, respectivamente. En esos congresos se declaró la misión de la organización: «expandir el entendimiento de una nación expandiendo el entendimiento de los individuos, cambiando el mundo persona a persona.« También una constitución para la organización definía un propósito: “AIESEC es una organización independiente, apolítica e internacional que tiene como propósito establecer y promover las relaciones amistosas entre los miembros.”
Es aquí cuando se definió AIESEC con una identidad clara. Desde entonces, el intercambio internacional de jóvenes es una de las actividades principales de la organización. En los años posteriores, hubo un flujo constante de anexiones de países a la red, lo que hizo que en un periodo muy corto de tiempo AIESEC se convirtiese en global. El número de estudiantes y organizaciones involucradas en el programa de intercambio creció rápida y constantemente, alcanzando los 2467 intercambios a finales de 1960 y los 4232 a finales de 1970.
Un punto importante en la historia de AIESEC fue el establecimiento de un “Programa Temático Internacional” que establecía oficialmente los temas específicos de los seminarios internacionales, nacionales y locales. Con el tiempo este programa creció hasta convertirse en una guía para las futuras generaciones de AIESEC.
 En las siguientes décadas, los temas de debate fueron: comercio internacional, gestión de la educación, desarrollo sostenible, emprendimiento, responsabilidad social y corporativa y otras problemáticas socioeconómicas específicas con un enfoque apolítico.
A finales de los 90, la discusión sobre la relevancia de la organización puso al Programa Internacional de Intercambios de nuevo en la agenda central y se canalizaron  mayores esfuerzos para asegurar el crecimiento de esta área.
En el 2008, AIESEC celebró 60 años activando liderazgo. Ese mismo año, el exmiembro de AIESEC, Martti Ahtisaari obtuvo el premio Nobel de la Paz.

## Miembros
En 2018, AIESEC se encontraba presente en 126 países y territorios de todo el mundo.

### Participación en el campus
AIESEC ofrece una plataforma a los jóvenes de distintas universidades e institutos, mediante la realización de prácticas internacionales y/o la adhesión a diversas secciones locales. Estos jóvenes pueden desarrollar su potencial de liderazgo trabajando y dirigiendo equipos internacionales.  Las oportunidades de afiliación asociada permiten a los jóvenes trabajar con diversas ONG asociadas a AIESEC y representar a su país como parte de los programas de embajadores universitarios. Los productos de la organización son Talento Global, Profesor Global y Voluntario Global.
Cada año, los miembros tienen la oportunidad de vivir y trabajar en un país extranjero. Los participantes pueden elegir trabajar en las áreas de gestión, tecnología, educación o desarrollo. Esto les ayuda a desarrollar sus habilidades empresariales.

### Conferencias

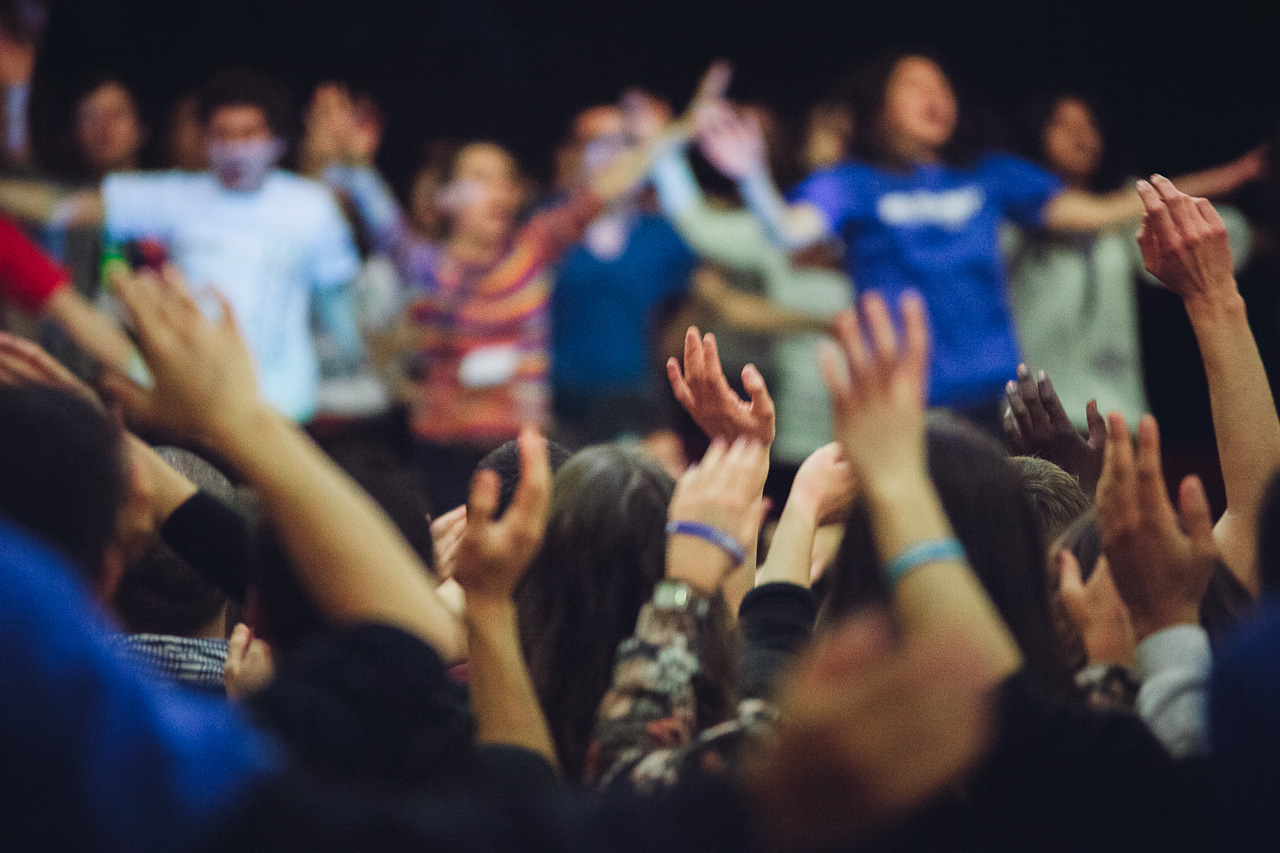
Los participantes animan durante una presentación del comité local en la conferencia nacional "Spark 2013" de AIESEC Francia.

AIESEC organiza más de 500 conferencias cada año que varían en duración y alcance demográfico. El propósito de las conferencias es reunir a la comunidad internacional de miembros de AIESEC para mejorar sus habilidades profesionales, proporcionar oportunidades de networking y trabajar en la estrategia de la organización. Los temas de interés en los que se centra la organización incluyen: liderazgo, desarrollo sostenible, iniciativa empresarial, innovación, responsabilidad social corporativa, y impacto de los jóvenes en la sociedad moderna.

## Visión
Paz y pleno desarrollo del potencial humano. Contribuir en el crecimiento de los países asociados y su gente como un compromiso inquebrantable hacia el entendimiento y la cooperación internacional.[cita requerida]

## Misión
Ser la plataforma internacional más grande, para que los jóvenes descubran y desarrollen sus potenciales generando un impacto positivo en la sociedad, a través de un ambiente global de aprendizaje, oportunidades de liderazgo e intercambios profesionales internacionales.[cita requerida]

## Valores
Activar el Liderazgo; basándonos en el ejemplo y la inspiración a través de acciones y resultados. Implica además asumir completa responsabilidad por la función de desarrollo del potencial de otras personas.
Demostrar Integridad; siendo consistentes y transparentes en decisiones y acciones.
Vivir la Diversidad; aprendiendo de diferentes formas de vida y opiniones representadas dentro de un ambiente multicultural.
Disfrutar de la Participación; creando una participación activa y entusiasta de todos los miembros.
Trabajar por la Excelencia; con el objetivo de generar resultados de la más alta calidad en todo lo que se hace.
Actuar Sosteniblemente; tomando en cuenta las necesidades de las generaciones futuras. [cita requerida]

## Patrocinadores
AIESEC trabaja con empresas y entes no guberanmentales de todo el mundo. A nivel internacional trabaja con empresas como PricewaterhouseCoopers, Vale, UBS, Alcatel-Lucent, ABN AMRO, Electrolux, InBev, Microsoft, KPMG, Siemens y Motorola, EEGSA, Dell,  entre otras muchas más.

## Crítica
La organización se ha visto envuelta en críticas online relacionadas con la cantidad de trabajo gratuito realizado por los voluntarios, la sensación de comportamiento de secta a nivel interno    y la propaganda del neoliberalismo/capitalismo. Parte de la crítica ha sido respondida por la organización en anteriores ocasiones.

## Red mundial de AIESEC
| África             | América              | Asia-Pacífico          |
| ------------------ | -------------------- | ---------------------- |
| Botsuana           | Argentina            | Afganistán             |
| Burkina Faso       | Bolivia              | Australia              |
| Camerún            | Brasil               | Bangladés              |
| Costa de Marfil    | Canadá               | R.P.China              |
| Egipto             | Chile                | Hong Kong              |
| Ghana              | Colombia             | India                  |
| Kenia              | Costa Rica           | Indonesia              |
| Liberia            | República Dominicana | Japón                  |
| Marruecos          | Ecuador              | Corea                  |
| Mozambique         | El Salvador          | Malasia                |
| Nigeria            | Guatemala            | Nueva Zelanda          |
| Senegal            | México               | Pakistán               |
| Sudáfrica          | Panamá               | Filipinas              |
| Togo               | Perú                 | Singapur               |
| Túnez              | Puerto Rico          | Sri Lanka              |
| Uganda             | Estados Unidos       | Taiwán                 |
| Zimbaue            | Uruguay              | Tailandia              |
|                    | Venezuela            | Emiratos Árabes Unidos |
|                    | Nicaragua            |                        |
|                    | Paraguay             |                        |
| Europa             |                      |                        |
| Alemania           | Finlandia            | Moldavia               |
| Armenia            | Francia              | Países Bajos           |
| Austria            | Grecia               | Noruega                |
| Azerbaiyán         | Georgia              | Polonia                |
| Bélgica            | Hungría              | Portugal               |
| Bosnia-Herzegovina | Irlanda              | Reino Unido            |
| Bulgaria           | Islandia             | Rumanía                |
| Croacia            | Italia               | Rusia                  |
| República Checa    | Kazajistán           | Serbia y Montenegro    |
| Dinamarca          | Kirguistán           | Suecia                 |
| Eslovaquia         | Letonia              | Suiza                  |
| Eslovenia          | Lituania             | Tayikistán             |
| España             | Macedonia            | Turquía                |
| Estonia            | Malta                | Ucrania                |

## Recursos
AIESEC cuenta con una plataforma a la que todos sus miembros pueden acceder y desde la cual se mantienen conectados con el resto de miembros de todo el mundo, así como pueden consultar cualquier tipo de información referente a la organización. En dicha plataforma pueden encontrarse las siguientes opciones en idioma inglés:
- Mi Experiencia. Información acerca del perfil del miembro, detallando sus datos personales, sus funciones en la organización o los intercambios realizados.
- Conecta. Sección de noticias, contactos y oportunidades para tomar funciones de liderazgo.
- Recursos. Wikis, archivos sobre la organización y comités de todo el mundo, así como un centro de aprendizaje en línea.
- Programas AIESEC. Equipos de los que forma parte el miembro y búsqueda de experiencias de intercambio.
- Análisis. Programas y metas organizacionales.

## Programas
AIESEC tiene como producto final vivir una experiencia. En este sentido, ofrece 3 tipos de programa: Talento Global, Profesor Global y Voluntario Global. Cada uno tiene diferentes propósitos, tiempos y beneficios, pero lo que comparten es fomentar el liderazgo en cada uno de los pasantes.

## Asociaciones de Antiguos Alumnos
- Plataforma del Alumni de AIESEC.
- Antiguos alumnos de AIESEC en El Salvador.

## Alumnos
Los antiguos alumnos de AIESEC incluyen una amplia gama de personas, profesionales, empresarios, empresarios, políticos y premio Nobel. Ésta es una lista no exhaustiva de exalumnos notables del AIESEC:
- Aleksander Kwaśniewski, presidente de Polonia de 1995 a 2005.
- Martti Ahtisaari, el décimo presidente de Finlandia (1994-2000), premio Nobel de la Paz y diplomático y mediador de Naciones Unidas[16]
- Mario Monti, antiguo primer ministro de Italia[17]
- Aníbal Cavaco Silva, ex primer ministro y presidente de Portugal[18]
- César Gaviria, economista y político colombiano que ejerció de presidente de Colombia de 1990 a 1994, secretario general de la Organización de Estados Americanos de 1994 a 2004
- Gunter Pauli[19]
- Junichiro Koizumi, ex primer ministro de Japón
- Helmut Kohl, antiguo canciller alemán
- Janez Drnovsk, antiguo primer ministro de Eslovenia
- James Shaw, ministro de Estadística y Cambio Climático de Nueva Zelanda